# 단체 범주
호모토피 이론에서 단체 범주(單體範疇, 영어: simplex category)는 공집합이 아닌 유한 정렬 집합들의 범주이며, 첨가 단체 범주(添加單體範疇, 영어: augmented simplex category)는 공집합을 포함한 모든 유한 정렬 집합들의 범주이다. 임의의 범주 속의 단체 대상(單體對象, 영어: simplicial object)과 첨가 단체 대상(添加單體對象, 영어: augmented simplicial object)은 각각 단체 범주의 반대 범주 또는 첨가 단체 범주의 반대 범주를 정의역으로 하는 함자이다. 이는 일종의 위상을 가지는 대상으로 여길 수 있으며, 이 경우, “위상”은 특이 호몰로지에서의 특이 단체들을 사용하여 대수적으로 나타내어진다. 특히, 집합의 범주 속의 단체 대상은 단체 집합이라고 한다.

## 정의
단체 범주 {\displaystyle \triangle }와 첨가 단체 범주 {\displaystyle \triangle _{+}}와 준단체 범주(準單體範疇, 영어: pre-simplex category) {\displaystyle \triangle _{\operatorname {pre} }}는 세 개의 특별한 작은 범주이며, 그 개념은 여러 가지로 정의될 수 있다.
- 단체 범주는 유한 정렬 집합들의 범주(와 동치인 작은 범주)로 정의될 수 있다.
- (첨가) 단체 범주는 하나의 모노이드 대상으로 생성되는 자유 모노이드 범주로 정의될 수 있다.
- 단체 범주는 단체들과 그 사이의 특정한 연속 함수들의 범주로 정의될 수 있다.

이 세 정의는 모두 서로 동치인 범주를 정의한다.
범주 {\displaystyle {\mathcal {C}}}의 단체 대상은 단체 범주 위의, {\displaystyle {\mathcal {C}}} 값을 갖는 준층이다. 즉, 함자 {\displaystyle \triangle ^{\operatorname {op} }\to {\mathcal {C}}}이다.
마찬가지로, {\displaystyle {\mathcal {C}}}의 첨가 단체 대상은 첨가 단체 범주 위의, {\displaystyle {\mathcal {C}}} 값을 갖는 준층이다. 즉, 함자 {\displaystyle \triangle _{+}^{\operatorname {op} }\to {\mathcal {C}}}이다.
(첨가) 단체 대상의 사상은 준층의 사상, 즉 함자 사이의 자연 변환이다.
단체 대상의 범주는 보통
{\displaystyle \operatorname {s} ({\mathcal {C}})={\mathcal {C}}^{\triangle ^{\operatorname {op} }}}
로 표기되며, 첨가 단체 대상의 범주는 보통
{\displaystyle \operatorname {s} _{+}({\mathcal {C}})={\mathcal {C}}^{\triangle _{+}^{\operatorname {op} }}}
로 표기된다.
단체 집합은 집합의 범주 위의 단체 대상이다. 다른 범주 위의 단체 대상 역시 마찬가지로 불린다. 예를 들어, 단체 아벨 군(單體Abel群, 영어: simplicial Abelian group)은 아벨 군의 범주 {\displaystyle \operatorname {Ab} } 위 단체 대상이다.

### 순서론적 정의
모든 정렬 집합과 증가 함수의 범주 {\displaystyle \operatorname {Ord} }를 생각하자.
첨가 단체 범주 {\displaystyle \triangle _{+}}는 {\displaystyle \operatorname {Ord} } 가운데, 유한 집합만으로 구성된 충만한 부분 범주이다.
단체 범주 {\displaystyle \triangle }는 {\displaystyle \operatorname {Ord} } 가운데, 공집합이 아닌 유한 집합만으로 구성된 충만한 부분 범주이다.
준단체 범주 {\displaystyle \triangle _{\operatorname {pre} }}는 {\displaystyle \operatorname {Ord} } 가운데, 공집합이 아닌 유한 집합들만을 대상으로 하며, 단사 함수만을 사상으로 하는, 충만하지 않은 부분 범주이다.
다시 말해, 첨가 단체 범주는 단체 범주에 공집합을 “첨가”한 것이다.
이들은 엄밀히 말하면 작은 범주가 아니지만, 같은 순서형의 정렬 집합은 서로 동형이므로, {\displaystyle \triangle } 및 {\displaystyle \triangle _{+}} 및 {\displaystyle \triangle _{\operatorname {pre} }}는 각각 가산 무한 개의 동형류를 갖는다. 구체적으로, {\displaystyle \triangle _{+}}의 동형류들은 자연수(유한 순서수)에 대응하며, {\displaystyle \triangle }와 {\displaystyle \triangle _{\operatorname {pre} }}의 동형류들은 양의 정수에 대응한다. 따라서, 이들과 동치인 작은 범주들을 취할 수 있다.

### 대수적 정의
첨가 단체 범주 {\displaystyle \triangle _{+}}는 하나의 모노이드 대상 {\displaystyle e}로 생성되는 자유 모노이드 범주 {\displaystyle ({\mathcal {C}},\otimes )}이다. 즉, {\displaystyle \triangle _{+}}의 대상은
{\displaystyle \overbrace {e\otimes e\otimes \dotsb \otimes e} ^{n}\qquad (n\in \mathbb {N} )}
의 꼴이며, 사상들은 {\displaystyle e}의 모노이드 연산
{\displaystyle \mu \colon e^{\otimes 2}\to e}
{\displaystyle \eta \colon e^{\otimes 0}\to e}
들의 텐서곱들의 합성이다.
첨가 단체 범주 {\displaystyle \triangle _{+}}에서, 시작 대상 {\displaystyle e^{\otimes 0}} 및 이를 정의역 또는 공역으로 갖는 모든 사상들을 삭제한 충만한 부분 범주를 단체 범주 {\displaystyle \triangle }라고 한다.
{\displaystyle \triangle }에서, {\displaystyle \mu }를 포함한 모든 사상들을 삭제한 (충만하지 않은) 부분 범주 {\displaystyle \triangle _{\operatorname {pre} }}를 준단체 범주라고 한다.

### 위상수학적 정의
첨가 단체 범주의 반대 범주 {\displaystyle \triangle _{+}^{\operatorname {op} }}는 다음과 같은 작은 범주이다.
- {\displaystyle \triangle ^{\operatorname {op} }}의 대상들은 −1 이상의 정수 {\displaystyle n\in \mathbb {N} \cup \{-1\}}에 대하여 {\displaystyle \Delta _{n}}이다. 이를 {\displaystyle n}차원 단체(영어: {\displaystyle n}-simplex)라고 한다.

이 범주의 사상들은 다음과 같은 사상들의 (유한 개의) 합성으로 주어진다.
- 각 자연수 {\displaystyle n\in \mathbb {N} } 및 {\displaystyle i\in \{0,1,\dots ,n\}}에 대하여, 사상 {\displaystyle \partial _{n,i}\colon \Delta _{n}\to \Delta _{n-1}}. 이를 면 사상(面寫像, 영어: face morphism)이라고 하며, 이는 {\displaystyle n+1}개의 면을 갖는 {\displaystyle n}차원 단체의 {\displaystyle i}번째 면을 뜻한다.
- 각 자연수 {\displaystyle n\in \mathbb {N} } 및 {\displaystyle i\in \{0,1,\dots ,n\}}에 대하여, 사상 {\displaystyle s_{n,i}\colon \Delta _{n}\to \Delta _{n+1}}. 이를 퇴화 사상(退化寫像, 영어: degeneracy map)이라고 한다. 이는 {\displaystyle i}번째 꼭짓점이 {\displaystyle i+1}번째 꼭짓점과 일치하는 퇴화 단체를 뜻한다.

이 사상들은 다음과 같은 단체 항등식(單體恒等式, 영어: simplicial identity)들을 만족시켜야 한다.
- (면의 면) {\displaystyle \partial _{n-1,i}\circ \partial _{n,j}=\partial _{n-1,j-1}\circ \partial _{n,i}\qquad (0\leq i<j\leq n)}
- (퇴화 단체의 퇴화 단체) {\displaystyle s_{n+1,i}\circ s_{n}^{j}=s_{n+1,j+1}\circ s_{n,i}\qquad (0\leq i\leq j\leq n)}
- (퇴화 단체의 면) {\displaystyle \partial _{n+1,i}\circ s_{n,j}={\begin{cases}s_{n-1,j-1}\circ \partial _{n,i}&i<j\\\operatorname {id} _{\Delta _{n}}&i=j,j+1\\s_{n-1,j}\circ \partial _{n,i-1}&i>j+1\end{cases}}\qquad (0\leq i\leq n+1,\;0\leq j\leq n)}

위 정의에서, 기하학적으로 해석이 불가능한 {\displaystyle \Delta _{-1}}을 생략하고, {\displaystyle \partial _{0,0}\colon \Delta _{0}\to \Delta _{-1}}을 생략하면, 단체 범주의 반대 범주 {\displaystyle \triangle ^{\operatorname {op} }}을 얻는다. 즉, {\displaystyle \triangle _{+}^{\operatorname {op} }}는 {\displaystyle \triangle ^{\operatorname {op} }}와 비교했을 때 대상 {\displaystyle \Delta _{-1}}(“−1차원 단체”) 및 사상 {\displaystyle \partial _{0,0}}(“0차원 단체의 유일한 −1차원 면”)을 추가로 갖는다. 단체 범주의 반대 범주 속에서, 퇴화 사상들을 포함하는 사상들을 삭제한, 충만하지 않은 부분 범주를 준단체 범주의 반대 범주 {\displaystyle \triangle _{\operatorname {pre} }^{\operatorname {op} }}라고 한다.
단체 범주 {\displaystyle \triangle }는 {\displaystyle \triangle ^{\operatorname {op} }}의 반대 범주이며, 첨가 단체 범주 {\displaystyle \triangle _{+}}는 {\displaystyle \triangle _{+}^{\operatorname {op} }}의 반대 범주이며, 준단체 범주 {\displaystyle \triangle _{\operatorname {pre} }}는 {\displaystyle \triangle _{\operatorname {pre} }^{\operatorname {op} }}의 반대 범주이다.

### 정의 사이의 관계
이 정의 사이의 관계는 다음과 같다.
| 순서론적 정의 | 대수적 정의 | 위상수학적 정의 |
| --- | --- | --- |
| 크기 {\displaystyle n}의 정렬 집합 {\displaystyle (S,\leq )}                                                                    | {\displaystyle e^{\otimes n}} | {\displaystyle n-1}차원 단체 {\displaystyle \Delta _{n-1}}                                                                                         |
| 증가 함수 {\displaystyle f_{i}^{n}\colon k\in \{0,\dots ,n-1\}\mapsto {\begin{cases}k&k<i\\k+1&k\geq i\end{cases}}}             | 모노이드 곱 {\displaystyle \overbrace {\operatorname {id} _{e}\otimes \dotsb \otimes \operatorname {id} _{e}} ^{i}\otimes \mu \otimes \overbrace {\operatorname {id} _{e}\otimes \dotsb \otimes \operatorname {id} _{e}} ^{n-i-2}}    | 면 사상 {\displaystyle \partial _{n,i}\colon \Delta _{n}\to \Delta _{n-1}}의 반대 사상                                                             |
| 증가 함수 {\displaystyle g_{i}^{n}\colon k\in \{0,\dots ,n+1\}\mapsto {\begin{cases}k&k\leq i\\k-1&k>i\end{cases}}}             | 모노이드 항등원 {\displaystyle \overbrace {\operatorname {id} _{e}\otimes \dotsb \otimes \operatorname {id} _{e}} ^{i}\otimes \eta \otimes \overbrace {\operatorname {id} _{e}\otimes \dotsb \otimes \operatorname {id} _{e}} ^{n-i}} | 퇴화 사상 {\displaystyle s_{n,i}\colon \Delta _{n}\to \Delta _{n+1}}의 반대 사상                                                                   |
| 두 전순서 집합의 분리합집합 {\displaystyle (S,T)\mapsto S\sqcup T}, {\displaystyle s<_{S\sqcup T}t\;\forall (s,t)\in S\times T} | 모노이드 연산 {\displaystyle (e^{\otimes m},e^{\otimes n})\mapsto e^{\otimes (m+n)}} | {\displaystyle \Delta _{m}}과 {\displaystyle \Delta _{n}}의 {\displaystyle (m+1)+(n+1)}개의 꼭짓점들로 구성된 단체 {\displaystyle \Delta _{m+n+1}} |

모든 증가 함수 {\displaystyle \{0,1,\dots ,n\}\to \{0,1,\dots ,k\}}는 {\displaystyle f_{i}^{n}} 및 {\displaystyle g_{i}^{n}}와 같은 함수들의 합성으로 나타낼 수 있다.

## 성질

### 범주론적 성질
{\displaystyle {\mathcal {C}}}가 국소적으로 작은 범주이며, 완비 범주이자 쌍대 완비 범주라고 하자. 그렇다면, 쌍대곱 함자
{\displaystyle {\mathcal {C}}\times \operatorname {Set} \to {\mathcal {C}}}
{\displaystyle (X,S)\mapsto X^{\sqcup S}=\coprod _{s\in S}X}
가 존재하며, 자연 동형
{\displaystyle \hom _{\mathcal {C}}(X^{\sqcup S},Y)\cong \hom _{\operatorname {Set} }(S,\hom _{\mathcal {C}}(X,Y))}
이 존재한다. 이에 따라, 자연스럽게 함자
{\displaystyle \operatorname {s} ({\mathcal {C}})\times \operatorname {s} (\operatorname {Set} )\to \operatorname {s} ({\mathcal {C}})}
가 존재하며, 이에 따라
{\displaystyle \hom _{\operatorname {s} ({\mathcal {C}})}(X,Y)}
는 자연스럽게 단체 집합을 이룬다. 이에 따라, 단체 대상 범주 {\displaystyle \operatorname {s} ({\mathcal {C}})}는 단체 집합의 데카르트 모노이드 범주 위의 풍성한 범주를 이룬다.

#### 첨가 단체 범주
첨가 단체 범주 {\displaystyle \triangle _{+}}의 경우, 다음과 같은 모노이드 범주를 이룬다.
{\displaystyle \{0,1,\dotsc ,m-1\}\otimes \{0,1,\dotsc ,n-1\}=\{0,1,\dotsc ,m+n-1\}}
(그 항등원은 {\displaystyle \{0\}}인데, 이는 {\displaystyle \triangle }에 속하지 않는다. 따라서 이는 위와 같이 모노이드 범주를 이루지 못한다.)

### 호몰로지
아벨 범주 {\displaystyle {\mathcal {A}}} 속의 준단체 대상 {\displaystyle M_{\bullet }}을 생각하자. 그렇다면, 면 사상이
{\displaystyle \partial _{n,i}\colon M_{n}\to M_{n-1}\qquad (0\leq i\leq n)}
이라고 하면, 다음을 정의할 수 있다.
{\displaystyle \partial _{n}\colon M_{n}\to M_{n-1}}
{\displaystyle \partial _{n}=\sum _{i=0}^{n}(-)^{i}\partial _{n,i}}
그렇다면, {\displaystyle (M_{\bullet },\partial _{\bullet })}은 사슬 복합체를 이룬다.
이를 {\displaystyle M_{\bullet }}의 무어 복합체(영어: Moore complex)라고 하며, {\displaystyle M_{\bullet }}의 호몰로지란 이 사슬 복합체의 호몰로지를 뜻한다.:45, Definition 1.6.2

## 예

### 단체 집합
집합과 함수의 범주 속의 단체 대상은 단체 집합이라고 한다. 이는 위상 공간의 조합론적 모형으로 여겨질 수 있으며, 단체 집합의 범주는 그로텐디크 토포스를 이룬다. 이 때문에 단체 집합은 위상 공간을 대체하기 위하여 호모토피 이론에서 널리 쓰인다.

### 쌍대 모노이드 대상
첨가 단체 범주 {\displaystyle \triangle _{+}}는 하나의 원소로 생성되는 자유 모노이드 범주이므로, 다음 세 개념이 서로 동치이다.
- 모노이드 범주 {\displaystyle ({\mathcal {C}},\otimes )} 속의 모노이드 대상
- 모노이드 함자 {\displaystyle \triangle _{+}\to {\mathcal {C}}}
- {\displaystyle {\mathcal {C}}^{\operatorname {op} }} 속의 첨가 단체 대상

특히, 모든 모노이드 대상은 그 반대 범주 속의 단체 대상을 이룬다.
특히, 만약 {\displaystyle {\mathcal {C}}=\hom _{\operatorname {Cat} }({\mathcal {D}},{\mathcal {D}})}가 자기 함자의 범주라고 하자. 그 속의 모노이드 대상은 모나드이며, 이 개념은 반대 범주 {\displaystyle \hom _{\operatorname {Cat} }({\mathcal {D}},{\mathcal {D}})^{\operatorname {op} }} 속의 첨가 단체 대상과 동치이다.

### 막대 복합체
호몰로지 대수학에서 등장하는 막대 복합체와 호흐실트 사슬 복합체는 둘 다 가군 범주 속의 단체 대상을 이룬다.

### 돌트-칸 대응
{\displaystyle {\mathcal {A}}}가 아벨 범주라고 하고, 그 속의 단체 대상들의 범주를 {\displaystyle \operatorname {s} ({\mathcal {A}})=[\triangle ^{\operatorname {op} },{\mathcal {A}}]}라고 하자. 그렇다면, 이 범주는 {\displaystyle {\mathcal {A}}} 위의, 자연수 (음이 아닌 정수) 등급을 갖는 사슬 복합체들의 범주 {\displaystyle \operatorname {Ch} _{\geq 0}({\mathcal {A}})}와 동치이며, 이는 또한 모형 범주의 퀼런 동치를 이룬다. 이를 돌트-칸 대응이라고 한다.
{\displaystyle \operatorname {s} ({\mathcal {A}})\simeq \operatorname {Ch} _{\geq 0}({\mathcal {A}})}

### 모노이드 돌트-칸 대응
다음이 주어졌다고 하자.
- 표수 0의 체 {\displaystyle K}

그렇다면, 다음과 같은 범주들을 정의할 수 있다.
- {\displaystyle K} 위의 가환 결합 대수들의 범주 {\displaystyle \operatorname {CRing} /K} (즉, 가환환의 범주의 조각 범주)
- {\displaystyle K}-가환 미분 등급 대수의 모형 범주 {\displaystyle \operatorname {CDGA} _{K}} 속의, 0차 성분이 자명한 ({\displaystyle \dim _{K}A^{0}\leq 1}인) 가환 미분 등급 대수 {\displaystyle A^{\bullet }}들로 구성된 충만한 부분 범주 {\displaystyle \operatorname {CDGA} _{K}^{\operatorname {conn} }}

그렇다면, 다음 두 모형 범주 사이에 퀼런 동치가 존재하며, 이를 모노이드 돌트-칸 대응(영어: monoidal Dold–Kan correspondence)이라고 한다.
{\displaystyle \operatorname {s} (\operatorname {CRing} /K)\leftrightarrows \operatorname {CDGA} _{K}^{\operatorname {conn} }}